# ユニオン・オルロジェール
ユニオン・オルロジェール (Union Horlogère SA) は、1883年にスイスで設立された時計製造ブランド。一時休眠していたが、2011年に新たに法人登記して復活し製造を開始する。

## 沿革
1883年にスイスチューリッヒ州のヴィンタートゥール出身のゴットリーブ・ハウザーが中心となり、時計を分業製造していた職人や流通業者らの共同体として創設される。1890年には、ユニオン・オルロジェール ビエンヌ - ジュネーヴ (UNION HORLOGERE BIENNE - GENEVA) と刻まれた懐中時計や腕時計を製作する。スイスのみならず、ドイツ、パリ、ニューヨーク、オーストリアにも子会社を設立し、世界的に展開していた。第一次世界大戦以降、政治的背景により休眠状態となっていたが、2011年にかつてと同じく、ビール/ビエンヌに本社を、ジュネーヴに工場を設立して新たに法人登記をし、復活する。
2016年6月10日に、ミスズが総代理店となり、日本における発売が開始する。

## 特徴
100％スイスメイドであり、試作品から完成品まで、全工程を自社工房で行っている。Cal7750の設計をベースとした自社製ムーブメントを採用。価格帯は100万〜300万円代、年間で100本程度の生産量である。ディスプレイ、箱、保証書などの付随製品も100％スイスの認証業者による製作であり、グラフィックやウェブデザインも国内の専門職員が担当している。
懐中時計にオマージュを捧げ、伝統的に懐中時計のケースに使われていたスターリングシルバー（含有率が925パーミル（92.5パーセント））を採用している。銀は経年劣化しやすい素材ではあるが、アルゲンティウムという新素材を使うことで、従来の銀よりも酸化しにくくかつ手入れも簡単で美しく保つことが出来るようになり、独特の光沢とメンテナンス性を両立させている。

## 歴史
- 1883年 - 職人や流通業者らの共同団体を設立。
- 1890年 - スイスベルン州の都市ビール/ビエンヌに本社を設立。
- 1901年 - ブランド商標登録と法人登記を行う[1]。
- 1917年 - ビール/ビエンヌにユニオン・ストリートがうまれる。
- 第一次世界大戦以降 - 一時休眠。
- 2011年 - ビール/ビエンヌに本社を、ジュネーブに工場を設立して復活し、新たに法人登記[1]。

## 製品
- UH 1901 二針
- UH 1901 三針
- UH 1901 クロノグラフ
- UH 1901 ムーンフェーズ
- UH 1901 デイト